# Neoheptaulacus hepaticolor
Neoheptaulacus hepaticolor är en skalbaggsart som beskrevs av Max Quedenfeldt 1884. Neoheptaulacus hepaticolor ingår i släktet Neoheptaulacus och familjen Aphodiidae. Inga underarter finns listade i Catalogue of Life.